# Arbeitsraum (Kolbenmaschine)

Schema einer Hubkolbenmaschine: Der Arbeitsraum entspricht dem maximalen Gesamtvolumen im untere Totpunkt (UT)

Der Arbeitsraum bezeichnet bei Kolbenmaschinen das maximale Gesamtvolumen, das vom Kolben begrenzt wird. Bei Verbrennungsmotoren entspricht es dem Expansionsraum, der als maximales Volumen erreicht wird, wenn speziell beim Hubkolbenmotor der Kolben den unteren Totpunkt (UT) durchläuft. Sein Volumenverhältnis zum minimalen Kompressionsvolumen oder Restvolumen (im oberen Totpunkt OT) ergibt das geometrische Verdichtungsverhältnis ε.
Im Gegensatz dazu bezeichnet der Hubraum die Differenz zwischen Gesamtvolumen im UT und Kompressionsvolumen im OT.
Als Verbrennungsraum wird hingegen das variable Volumen bezeichnet, das von der zeitabhängigen Kolbenposition bestimmt wird und nur im unteren Totpunkt mit dem Arbeitsraum identisch ist.
Speziell als Brennraum im engeren Sinne wird teilweise auch nur das Restvolumen im oberen Totpunkt OT aufgefasst, in dem die Zündung erfolgt. Diese Sichtweise passt jedoch höchstens im Idealfall für den Ottomotor (Gleichraumprozess). Zumindest für den Dieselmotor (Gleichdruckprozess) beginnt die Verbrennung hier erst und setzt sich noch ein ganzes Stück mit der Abwärtsbewegung des Kolbens während der Expansionsphase fort.